# Tulsa time
Tulsa time is een countrylied dat werd geschreven door Danny Flowers. Het gaat over de tijdsbeleving in Tulsa in de Amerikaanse staat Oklahoma.
De bekendste uitvoering is van Don Williams. Zijn versie van Tulsa time werd door de Country Music Association bekroond als beste countrylied van 1978 en Williams werd door die organisatie uitgeroepen tot beste countryzanger van het jaar. Williams behaalde er een nummer 1-notering mee in de countrylijsten van de VS en Canada.

## Don Williams
Het verscheen in 1978 op een single van Don Williams met op de B-kant When I'm with you. Ook verscheen het hetzelfde jaar op de elpee Expressions.

### Hitnoteringen
Don Williams kende de volgende hitnoteringen met zijn single:
| Hitlijst (1978-1979)        | Piekpositie |
| --------------------------- | ----------- |
| Hot Country Singles (VS)    | 1           |
| RPM Country Tracks (Canada) | 1           |

## Covers
Er verschenen meerdere covers van het lied, waaronder van Eric Clapton  (1978), October Cherries (1980), Tina Rainford (1990), Mietek Blues Band (1998), Danny Flowers (1998), Seppo Valjakka (2001), The Blues Conspiracy (2004), Harvey Reid & Joyce Andersen (2007), Jason Boland & The Stragglers (2010) en Andy Lee Lang (2010). In 2016 is nog een uitvoering verschenen door Billy Ray Cyrus in samenwerking met Joe Perry. 
Verder verschenen er vertalingen in het Duits van Klaus Zufall (Ich will endlich Sonnenschein, 1979) en van Volker Lechtenbrink (Leben so wie ich es mag, 1980) en kwam er een versie in het Fins van de formatie Freud Marx Engels & Jung (Elämä on aika tulsaa, 1987).